# Andijskoje Koisu
Der Andijskoje Koisu (russisch Андийское Койсу; georgisch ანდის ყოისუ, Andis Qoisu) ist der linke Quellfluss des Sulak in der russischen Republik Dagestan und in Georgien.
Der Andijskoje Koisu entsteht am Zusammenfluss von Pirikiti Alasani (russisch Pirikitelskaja Alasani) und Tuschetis Alasani (russisch Tuschetskaja Alasani) in Kachetien im äußersten Osten von Georgien. Er überquert die Grenze nach Dagestan und fließt in überwiegend östlicher Richtung südlich des Andijski-Kamms. Der Andijskoje Koisu ist ein typischer Bergfluss. Er ist reich an Stromschnellen. 
Schließlich trifft er auf den von Süden kommenden Awarskoje Koisu und vereinigt sich mit diesem zum Sulak.
Der Andijskoje Koisu hat eine Länge von 144 km. Er entwässert ein Areal von 4810 km² im Osten des Großen Kaukasus. Er wird hauptsächlich vom Schmelzwasser der Berge gespeist. Zwischen Mai und August führt er Hochwasser. 9 km oberhalb der Mündung beträgt der mittlere Abfluss 69,6 m³/s.
Der russisch-turksprachige Name des Flusses („Andischer Koisu“) bezieht sich auf die im Einzugsgebiet siedelnden andischen Völker, ebenso wie der Name des anderen Sulak-Quellflusses Awarskoje Koisu auf die Awaren.